# اچ‌ام‌اس ترماگانت (آر۸۹)
اچ‌ام‌اس ترماگانت (آر۸۹) (به انگلیسی: HMS Termagant (R89)) یک کشتی بود که طول آن ۳۳۹ فوت ۶ اینچ (۱۰۳٫۴۸ متر) بود. این کشتی در سال ۱۹۴۳ ساخته شد.